# 珠洲郡
- 令制国一覧 > 北陸道 > 能登国 > 珠洲郡
- 日本 > 中部地方 > 石川県 > 珠洲郡

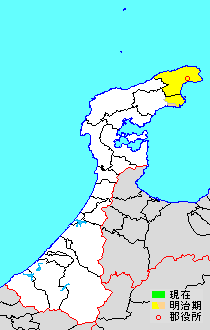
石川県珠洲郡の範囲

珠洲郡（すずぐん）は、石川県（能登国）にあった郡。2005年（平成17年）3月1日に鳳至郡と統合して鳳珠郡となった。

## 郡域
1878年（明治11年）に行政区画として発足した当時の郡域は、下記の区域にあたる。
- 珠洲市
- 鳳珠郡能登町の一部（内浦地区と真脇・姫・小浦・羽根・大沢）

## 歴史
元は越前国の一郡であったが、養老2年5月2日（718年6月4日）に羽咋郡・能登郡（現・鹿島郡）・鳳至郡とともに分立して能登国となった。天平13年12月10日（742年1月20日）から天平宝字元年（757年）までは越中国に属した。

### 近世以降の沿革
- 「旧高旧領取調帳データベース」に記載されている明治初年時点での支配は以下の通り[注釈 1]。幕府領は加賀藩預地。《　》は同データベースでは左記の村に含まれていると見られる。（1町109村）[注釈 2]

| 知行         | 知行           | 村数      | 村名 |
| ------------ | -------------- | --------- | --- |
| 藩領         | 加賀藩         | 1町 108村 | 小木村、市之瀬村、《河ヶ谷村》、新保村、越坂村、羽根村、小浦村、山中村（現・鳳珠郡能登町）、《満泉寺村》、国重村、時長村、宮犬村、《清真村》、秋吉村、九里川尻村、立壁村、《四方山村》、白丸村、長尾村、松波村、恋路村、上村、滝之坊村、《行延村》、布浦村、不動寺村、駒渡村、《田代村》、鳥越村、大町泥木村、馬渡村、鵜島村、《黒丸村（現・珠洲市宝立町南黒丸）》、宗玄村、堂谷村、下鳥越村、法住寺村、広国村、鵜飼村、《金峯寺村、西方寺村》、南方村、寺社村、北方村、経念村、《古蔵村》、中田村、《火宮村、向村》、延武村、《内山村、国兼村》、大坊村、《二子村》、黒丸村（現・珠洲市若山町上黒丸）、《中村、宗末村》、上正力村、北山村、《吉ヶ池村、上山村》、南山村、《白滝村、洲巻村》、飯田町、鹿野村、《本江寺新村》、広栗村、鈴内村、出田村、正院村、小路村、飯塚村、岩坂村、岡田村、《唐笠村》、熊谷村、川尻村、蛸島村、雲津村、《竹沢村》、小泊村、《小泊新村》、山中村（現・珠洲市）、杉山村、本村、細屋村、粟津村、森腰村、伏見村、宇治村、引砂村、《高波村》、大屋村、寺家村、狼煙村、《狼煙新村》、高屋村、笹波村、折戸村、川浦村、大谷村、長橋村、馬緤村、片岩村、清水村、仁江村、真浦村、大沢村 |
| 幕府領・藩領 | 幕府領・加賀藩 | 1村       | 真脇村 |

- 明治2年6月17日（1869年7月25日） - 版籍奉還により加賀藩（通称）の正式名称が金沢藩となる。
- 明治3年5月22日（1870年6月20日） - 幕府領が高山県の管轄となる[1]。
- 明治4年
  - 7月14日（1871年8月29日） - 廃藩置県により、藩領が金沢県の管轄となる。
  - 11月20日（1871年12月31日） - 第1次府県統合により、全域が七尾県の管轄となる。
- 明治5年9月27日（1872年10月29日） - 石川県の管轄となる。
- 明治初年 - 山中村（現・珠洲市）が改称して東山中村となる。
- 明治8年（1町104村）
  - 鳥越村・広国村・西方寺村が合併して橿原村となる。
  - 堂谷村・下鳥越村・法住寺村が合併して春日野村となる。
  - 鹿野村・本江寺新村が合併して野々江村となる。
- 明治11年（1878年）
  - 12月17日 - 郡区町村編制法の石川県での施行により、行政区画としての珠洲郡が発足。郡役所を飯田町に設置。
  - 2ヶ所に存在した黒丸村が、それぞれ改称して南黒丸村（現・珠洲市宝立町南黒丸）、上黒丸村（現・珠洲市若山町上黒丸）となる。

### 町村制以降の沿革

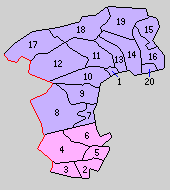
1.飯田町 2.小木村 3.高倉村 4.木郎村 5.宮崎村 6.松波村 7.鵜島村 8.黒峰村 9.見付村 10.上戸村 11.東若山村 12.西若山村 13.直村 14.正院村 15.三崎村 16.鉢崎村 17.大谷村 18.大崎村 19.日置村 20.蛸島村（紫：珠洲市 桃：鳳珠郡能登町）

- 明治22年（1889年）4月1日 - 町村制の施行により、以下の町村が発足。特記以外は全域が現・珠洲市。（1町19村）
  - 飯田町（単独町制）
  - 小木村 ← 小木村、市之瀬村、越坂村（現・鳳珠郡能登町）
  - 高倉村 ← 真脇村、小浦村、羽根村、大沢村（現・鳳珠郡能登町）
  - 木郎村 ← 時長村、行延村、不動寺村、宮犬村、国重村、山中村、満泉寺村、田代村、滝ノ坊村、駒渡村（現・鳳珠郡能登町）
  - 宮崎村 ← 立壁村、四方山村、九里川尻村、秋吉村、清真村、白丸村、長尾村、新保村、河ヶ谷村（現・鳳珠郡能登町）
  - 松波村 ← 松波村、上村、布浦村、恋路村（現・鳳珠郡能登町）
  - 鵜島村 ← 南黒丸村、鵜島村、宗玄村
  - 黒峰村 ← 橿原村、大町泥木村、馬渡村
  - 見付村 ← 春日野村、鵜飼村、金峯寺村
  - 上戸村 ← 北方村、南方村、寺社村
  - 東若山村 ← 出田村、広栗村、経念村、鈴内村、古蔵村、中田村、火宮村
  - 西若山村 ← 延武村、内山村、国兼村、大坊村、中村、上正力村、宗末村、二子村、吉ヶ池村、北山村、上黒丸村、南山村、白滝村、洲巻村、上山村、向村
  - 直村 ← 野々江村、熊谷村、岩坂村
  - 正院村 ← 正院村、川尻村、飯塚村、小路村、岡田村
  - 三崎村 ← 寺家村、粟津村、大屋村、森腰村
  - 鉢崎村 ← 引砂村、宇治村、杉山村、高波村、雲津村、竹沢村、小泊村、伏見村、細屋村、本村、小泊新村
  - 大谷村 ← 大谷村、仁江村、真浦村、清水村、片岩村、長橋村
  - 大崎村 ← 馬緤村、高屋村、笹波村
  - 日置村 ← 折戸村、狼煙村、狼煙新村、東山中村、川浦村、唐笠村
  - 蛸島村（単独村制）
- 明治24年（1891年）7月1日 - 郡制を施行。
- 明治40年（1907年）10月15日（1町14村）
  - 小木村・高倉村が合併し、改めて小木村が発足。
  - 宮崎村・木郎村・松波村が合併し、改めて木郎村が発足。
  - 日置村・大谷村・大崎村が合併して西海村が発足。
- 明治41年（1908年）8月15日（1町10村）
  - 鵜島村・黒峰村・見付村が合併して宝立村が発足。
  - 東若山村・西若山村が合併して若山村が発足。
  - 鉢崎村・三崎村が合併し、改めて三崎村が発足。
- 大正10年（1921年）1月1日 - 小木村が町制施行して小木町となる。（2町9村）
- 大正12年（1923年）4月1日 - 郡会が廃止。郡役所は存続。
- 大正15年（1926年）7月1日 - 郡役所が廃止され、珠洲支庁が設置される[2]。
- 昭和7年（1932年）4月1日 - 珠洲支庁廃止[3]。
- 昭和10年（1935年）時点での当郡の面積は308.36平方km、人口は41,629人（男20,309人・女21,320人）[注釈 4]。
- 昭和15年（1940年）8月15日 - 宝立村が町制施行して宝立町となる。（3町8村）
- 昭和16年（1941年）11月3日 - 正院村が町制施行して正院町となる。（4町7村）
- 昭和23年（1948年）5月1日 - 木郎村が改称・町制施行して松波町となる。（5町6村）
- 昭和29年（1954年）7月15日 -  飯田町・宝立町・正院町・上戸村・若山村・直村・三崎村・西海村・蛸島村が合併して珠洲市が発足し、郡より離脱。（2町）
- 昭和30年（1955年）
  - 3月25日 - 小木町が鳳至郡宇出津町・三波村・神野村の一部（藤ノ瀬・宇加塚・曽又・鶴ノ町）と合併して鳳至郡能都町が発足。（1町）
  - 10月10日 - 松波町が鳳至郡能都町の一部（小木・越坂・市之瀬・明野）を編入。
- 昭和33年（1958年）12月1日 - 松波町が改称して内浦町となる。
- 平成17年（2005年）3月1日 - 以下の変更により珠洲郡消滅。石川県内では鳳至郡と共に初の郡消滅となった。
  - 内浦町が鳳至郡能都町・柳田村と合併して能登町が発足。
  - 能登町と鳳至郡の残部2町（門前町・穴水町）の区域をもって鳳珠郡が発足。

### 変遷表
| 明治以前   | 明治初年 - 明治22年    | 明治22年 4月1日 町村制施行 | 明治22年 - 明治45年     | 大正元年 - 昭和25年            | 昭和26年 - 昭和30年                | 昭和26年 - 昭和30年           | 昭和31年 - 昭和64年         | 平成元年 - 現在                   | 現在          |
| ---------- | ---------------------- | -------------------------- | ----------------------- | ------------------------------ | ---------------------------------- | ----------------------------- | --------------------------- | --------------------------------- | ------------- |
| 真脇村     | 真脇村                 | 高倉村                     | 明治40年10月15日 小木村 | 大正10年1月1日 町制 小木町     | 昭和30年3月25日 鳳至郡能都町の一部 | 鳳至郡能都町の一部            | 鳳至郡能都町の一部          | 平成17年3月1日 鳳珠郡能登町の一部 | 鳳珠郡 能登町 |
| 小浦村     | 小浦村                 | 高倉村                     | 明治40年10月15日 小木村 | 大正10年1月1日 町制 小木町     | 昭和30年3月25日 鳳至郡能都町の一部 | 鳳至郡能都町の一部            | 鳳至郡能都町の一部          | 平成17年3月1日 鳳珠郡能登町の一部 | 鳳珠郡 能登町 |
| 羽根村     | 羽根村                 | 高倉村                     | 明治40年10月15日 小木村 | 大正10年1月1日 町制 小木町     | 昭和30年3月25日 鳳至郡能都町の一部 | 鳳至郡能都町の一部            | 鳳至郡能都町の一部          | 平成17年3月1日 鳳珠郡能登町の一部 | 鳳珠郡 能登町 |
| 大沢村     | 大沢村                 | 高倉村                     | 明治40年10月15日 小木村 | 大正10年1月1日 町制 小木町     | 昭和30年3月25日 鳳至郡能都町の一部 | 鳳至郡能都町の一部            | 鳳至郡能都町の一部          | 平成17年3月1日 鳳珠郡能登町の一部 | 鳳珠郡 能登町 |
| 小木村     | 小木村                 | 小木村                     | 明治40年10月15日 小木村 | 大正10年1月1日 町制 小木町     | 昭和30年3月25日 鳳至郡能都町の一部 | 昭和30年10月10日 松波町に編入 | 昭和33年12月1日 改称 内浦町 | 平成17年3月1日 鳳珠郡能登町の一部 | 鳳珠郡 能登町 |
| 市之瀬村   | 市之瀬村               | 小木村                     | 明治40年10月15日 小木村 | 大正10年1月1日 町制 小木町     | 昭和30年3月25日 鳳至郡能都町の一部 | 昭和30年10月10日 松波町に編入 | 昭和33年12月1日 改称 内浦町 | 平成17年3月1日 鳳珠郡能登町の一部 | 鳳珠郡 能登町 |
| 越坂村     | 越坂村                 | 小木村                     | 明治40年10月15日 小木村 | 大正10年1月1日 町制 小木町     | 昭和30年3月25日 鳳至郡能都町の一部 | 昭和30年10月10日 松波町に編入 | 昭和33年12月1日 改称 内浦町 | 平成17年3月1日 鳳珠郡能登町の一部 | 鳳珠郡 能登町 |
| 松波村     | 松波村                 | 松波村                     | 明治40年10月15日 木郎村 | 昭和23年5月1日 町制改称 松波町 | 松波町                             | 松波町                        | 昭和33年12月1日 改称 内浦町 | 平成17年3月1日 鳳珠郡能登町の一部 | 鳳珠郡 能登町 |
| 上村       | 上村                   | 松波村                     | 明治40年10月15日 木郎村 | 昭和23年5月1日 町制改称 松波町 | 松波町                             | 松波町                        | 昭和33年12月1日 改称 内浦町 | 平成17年3月1日 鳳珠郡能登町の一部 | 鳳珠郡 能登町 |
| 布浦村     | 布浦村                 | 松波村                     | 明治40年10月15日 木郎村 | 昭和23年5月1日 町制改称 松波町 | 松波町                             | 松波町                        | 昭和33年12月1日 改称 内浦町 | 平成17年3月1日 鳳珠郡能登町の一部 | 鳳珠郡 能登町 |
| 恋路村     | 恋路村                 | 松波村                     | 明治40年10月15日 木郎村 | 昭和23年5月1日 町制改称 松波町 | 松波町                             | 松波町                        | 昭和33年12月1日 改称 内浦町 | 平成17年3月1日 鳳珠郡能登町の一部 | 鳳珠郡 能登町 |
| 時長村     | 時長村                 | 木郎村                     | 明治40年10月15日 木郎村 | 昭和23年5月1日 町制改称 松波町 | 松波町                             | 松波町                        | 昭和33年12月1日 改称 内浦町 | 平成17年3月1日 鳳珠郡能登町の一部 | 鳳珠郡 能登町 |
| 行延村     | 行延村                 | 木郎村                     | 明治40年10月15日 木郎村 | 昭和23年5月1日 町制改称 松波町 | 松波町                             | 松波町                        | 昭和33年12月1日 改称 内浦町 | 平成17年3月1日 鳳珠郡能登町の一部 | 鳳珠郡 能登町 |
| 不動寺村   | 不動寺村               | 木郎村                     | 明治40年10月15日 木郎村 | 昭和23年5月1日 町制改称 松波町 | 松波町                             | 松波町                        | 昭和33年12月1日 改称 内浦町 | 平成17年3月1日 鳳珠郡能登町の一部 | 鳳珠郡 能登町 |
| 宮犬村     | 宮犬村                 | 木郎村                     | 明治40年10月15日 木郎村 | 昭和23年5月1日 町制改称 松波町 | 松波町                             | 松波町                        | 昭和33年12月1日 改称 内浦町 | 平成17年3月1日 鳳珠郡能登町の一部 | 鳳珠郡 能登町 |
| 国重村     | 国重村                 | 木郎村                     | 明治40年10月15日 木郎村 | 昭和23年5月1日 町制改称 松波町 | 松波町                             | 松波町                        | 昭和33年12月1日 改称 内浦町 | 平成17年3月1日 鳳珠郡能登町の一部 | 鳳珠郡 能登町 |
| 山中村     | 山中村                 | 木郎村                     | 明治40年10月15日 木郎村 | 昭和23年5月1日 町制改称 松波町 | 松波町                             | 松波町                        | 昭和33年12月1日 改称 内浦町 | 平成17年3月1日 鳳珠郡能登町の一部 | 鳳珠郡 能登町 |
| 満泉寺村   | 満泉寺村               | 木郎村                     | 明治40年10月15日 木郎村 | 昭和23年5月1日 町制改称 松波町 | 松波町                             | 松波町                        | 昭和33年12月1日 改称 内浦町 | 平成17年3月1日 鳳珠郡能登町の一部 | 鳳珠郡 能登町 |
| 田代村     | 田代村                 | 木郎村                     | 明治40年10月15日 木郎村 | 昭和23年5月1日 町制改称 松波町 | 松波町                             | 松波町                        | 昭和33年12月1日 改称 内浦町 | 平成17年3月1日 鳳珠郡能登町の一部 | 鳳珠郡 能登町 |
| 滝ノ坊村   | 滝ノ坊村               | 木郎村                     | 明治40年10月15日 木郎村 | 昭和23年5月1日 町制改称 松波町 | 松波町                             | 松波町                        | 昭和33年12月1日 改称 内浦町 | 平成17年3月1日 鳳珠郡能登町の一部 | 鳳珠郡 能登町 |
| 駒渡村     | 駒渡村                 | 木郎村                     | 明治40年10月15日 木郎村 | 昭和23年5月1日 町制改称 松波町 | 松波町                             | 松波町                        | 昭和33年12月1日 改称 内浦町 | 平成17年3月1日 鳳珠郡能登町の一部 | 鳳珠郡 能登町 |
| 立壁村     | 立壁村                 | 宮崎村                     | 明治40年10月15日 木郎村 | 昭和23年5月1日 町制改称 松波町 | 松波町                             | 松波町                        | 昭和33年12月1日 改称 内浦町 | 平成17年3月1日 鳳珠郡能登町の一部 | 鳳珠郡 能登町 |
| 四方山村   | 四方山村               | 宮崎村                     | 明治40年10月15日 木郎村 | 昭和23年5月1日 町制改称 松波町 | 松波町                             | 松波町                        | 昭和33年12月1日 改称 内浦町 | 平成17年3月1日 鳳珠郡能登町の一部 | 鳳珠郡 能登町 |
| 九里川尻村 | 九里川尻村             | 宮崎村                     | 明治40年10月15日 木郎村 | 昭和23年5月1日 町制改称 松波町 | 松波町                             | 松波町                        | 昭和33年12月1日 改称 内浦町 | 平成17年3月1日 鳳珠郡能登町の一部 | 鳳珠郡 能登町 |
| 秋吉村     | 秋吉村                 | 宮崎村                     | 明治40年10月15日 木郎村 | 昭和23年5月1日 町制改称 松波町 | 松波町                             | 松波町                        | 昭和33年12月1日 改称 内浦町 | 平成17年3月1日 鳳珠郡能登町の一部 | 鳳珠郡 能登町 |
| 清真村     | 清真村                 | 宮崎村                     | 明治40年10月15日 木郎村 | 昭和23年5月1日 町制改称 松波町 | 松波町                             | 松波町                        | 昭和33年12月1日 改称 内浦町 | 平成17年3月1日 鳳珠郡能登町の一部 | 鳳珠郡 能登町 |
| 白丸村     | 白丸村                 | 宮崎村                     | 明治40年10月15日 木郎村 | 昭和23年5月1日 町制改称 松波町 | 松波町                             | 松波町                        | 昭和33年12月1日 改称 内浦町 | 平成17年3月1日 鳳珠郡能登町の一部 | 鳳珠郡 能登町 |
| 長尾村     | 長尾村                 | 宮崎村                     | 明治40年10月15日 木郎村 | 昭和23年5月1日 町制改称 松波町 | 松波町                             | 松波町                        | 昭和33年12月1日 改称 内浦町 | 平成17年3月1日 鳳珠郡能登町の一部 | 鳳珠郡 能登町 |
| 新保村     | 新保村                 | 宮崎村                     | 明治40年10月15日 木郎村 | 昭和23年5月1日 町制改称 松波町 | 松波町                             | 松波町                        | 昭和33年12月1日 改称 内浦町 | 平成17年3月1日 鳳珠郡能登町の一部 | 鳳珠郡 能登町 |
| 河ヶ谷村   | 河ヶ谷村               | 宮崎村                     | 明治40年10月15日 木郎村 | 昭和23年5月1日 町制改称 松波町 | 松波町                             | 松波町                        | 昭和33年12月1日 改称 内浦町 | 平成17年3月1日 鳳珠郡能登町の一部 | 鳳珠郡 能登町 |
| 飯田町     | 飯田町                 | 飯田町                     | 飯田町                  | 飯田町                         | 昭和29年7月15日 珠洲市             | 昭和29年7月15日 珠洲市        | 珠洲市                      | 珠洲市                            | 珠洲市        |
| 正院村     | 正院村                 | 正院村                     | 正院村                  | 昭和16年11月3日 町制 正院町    | 昭和29年7月15日 珠洲市             | 昭和29年7月15日 珠洲市        | 珠洲市                      | 珠洲市                            | 珠洲市        |
| 川尻村     | 川尻村                 | 正院村                     | 正院村                  | 昭和16年11月3日 町制 正院町    | 昭和29年7月15日 珠洲市             | 昭和29年7月15日 珠洲市        | 珠洲市                      | 珠洲市                            | 珠洲市        |
| 飯塚村     | 飯塚村                 | 正院村                     | 正院村                  | 昭和16年11月3日 町制 正院町    | 昭和29年7月15日 珠洲市             | 昭和29年7月15日 珠洲市        | 珠洲市                      | 珠洲市                            | 珠洲市        |
| 小路村     | 小路村                 | 正院村                     | 正院村                  | 昭和16年11月3日 町制 正院町    | 昭和29年7月15日 珠洲市             | 昭和29年7月15日 珠洲市        | 珠洲市                      | 珠洲市                            | 珠洲市        |
| 岡田村     | 岡田村                 | 正院村                     | 正院村                  | 昭和16年11月3日 町制 正院町    | 昭和29年7月15日 珠洲市             | 昭和29年7月15日 珠洲市        | 珠洲市                      | 珠洲市                            | 珠洲市        |
| 北方村     | 北方村                 | 上戸村                     | 上戸村                  | 上戸村                         | 昭和29年7月15日 珠洲市             | 昭和29年7月15日 珠洲市        | 珠洲市                      | 珠洲市                            | 珠洲市        |
| 南方村     | 南方村                 | 上戸村                     | 上戸村                  | 上戸村                         | 昭和29年7月15日 珠洲市             | 昭和29年7月15日 珠洲市        | 珠洲市                      | 珠洲市                            | 珠洲市        |
| 寺社村     | 寺社村                 | 上戸村                     | 上戸村                  | 上戸村                         | 昭和29年7月15日 珠洲市             | 昭和29年7月15日 珠洲市        | 珠洲市                      | 珠洲市                            | 珠洲市        |
| 鹿野村     | 明治8年 野々江村       | 直村                       | 直村                    | 直村                           | 昭和29年7月15日 珠洲市             | 昭和29年7月15日 珠洲市        | 珠洲市                      | 珠洲市                            | 珠洲市        |
| 本江寺新村 | 明治8年 野々江村       | 直村                       | 直村                    | 直村                           | 昭和29年7月15日 珠洲市             | 昭和29年7月15日 珠洲市        | 珠洲市                      | 珠洲市                            | 珠洲市        |
| 熊谷村     | 熊谷村                 | 直村                       | 直村                    | 直村                           | 昭和29年7月15日 珠洲市             | 昭和29年7月15日 珠洲市        | 珠洲市                      | 珠洲市                            | 珠洲市        |
| 岩坂村     | 岩坂村                 | 直村                       | 直村                    | 直村                           | 昭和29年7月15日 珠洲市             | 昭和29年7月15日 珠洲市        | 珠洲市                      | 珠洲市                            | 珠洲市        |
| 蛸島村     | 蛸島村                 | 蛸島村                     | 蛸島村                  | 蛸島村                         | 昭和29年7月15日 珠洲市             | 昭和29年7月15日 珠洲市        | 珠洲市                      | 珠洲市                            | 珠洲市        |
| 黒丸村     | 明治11年 改称 南黒丸村 | 鵜島村                     | 明治41年8月15日 宝立村  | 昭和15年8月15日 町制 宝立町    | 昭和29年7月15日 珠洲市             | 昭和29年7月15日 珠洲市        | 珠洲市                      | 珠洲市                            | 珠洲市        |
| 鵜島村     | 鵜島村                 | 鵜島村                     | 明治41年8月15日 宝立村  | 昭和15年8月15日 町制 宝立町    | 昭和29年7月15日 珠洲市             | 昭和29年7月15日 珠洲市        | 珠洲市                      | 珠洲市                            | 珠洲市        |
| 宗玄村     | 宗玄村                 | 鵜島村                     | 明治41年8月15日 宝立村  | 昭和15年8月15日 町制 宝立町    | 昭和29年7月15日 珠洲市             | 昭和29年7月15日 珠洲市        | 珠洲市                      | 珠洲市                            | 珠洲市        |
| 堂谷村     | 明治8年 春日野村       | 見付村                     | 明治41年8月15日 宝立村  | 昭和15年8月15日 町制 宝立町    | 昭和29年7月15日 珠洲市             | 昭和29年7月15日 珠洲市        | 珠洲市                      | 珠洲市                            | 珠洲市        |
| 下鳥越村   | 明治8年 春日野村       | 見付村                     | 明治41年8月15日 宝立村  | 昭和15年8月15日 町制 宝立町    | 昭和29年7月15日 珠洲市             | 昭和29年7月15日 珠洲市        | 珠洲市                      | 珠洲市                            | 珠洲市        |
| 法住寺村   | 明治8年 春日野村       | 見付村                     | 明治41年8月15日 宝立村  | 昭和15年8月15日 町制 宝立町    | 昭和29年7月15日 珠洲市             | 昭和29年7月15日 珠洲市        | 珠洲市                      | 珠洲市                            | 珠洲市        |
| 鵜飼村     | 鵜飼村                 | 見付村                     | 明治41年8月15日 宝立村  | 昭和15年8月15日 町制 宝立町    | 昭和29年7月15日 珠洲市             | 昭和29年7月15日 珠洲市        | 珠洲市                      | 珠洲市                            | 珠洲市        |
| 金峯寺村   | 金峯寺村               | 見付村                     | 明治41年8月15日 宝立村  | 昭和15年8月15日 町制 宝立町    | 昭和29年7月15日 珠洲市             | 昭和29年7月15日 珠洲市        | 珠洲市                      | 珠洲市                            | 珠洲市        |
| 鳥越村     | 明治8年 橿原村         | 黒峰村                     | 明治41年8月15日 宝立村  | 昭和15年8月15日 町制 宝立町    | 昭和29年7月15日 珠洲市             | 昭和29年7月15日 珠洲市        | 珠洲市                      | 珠洲市                            | 珠洲市        |
| 広国村     | 明治8年 橿原村         | 黒峰村                     | 明治41年8月15日 宝立村  | 昭和15年8月15日 町制 宝立町    | 昭和29年7月15日 珠洲市             | 昭和29年7月15日 珠洲市        | 珠洲市                      | 珠洲市                            | 珠洲市        |
| 西方寺村   | 明治8年 橿原村         | 黒峰村                     | 明治41年8月15日 宝立村  | 昭和15年8月15日 町制 宝立町    | 昭和29年7月15日 珠洲市             | 昭和29年7月15日 珠洲市        | 珠洲市                      | 珠洲市                            | 珠洲市        |
| 大町泥木村 | 大町泥木村             | 黒峰村                     | 明治41年8月15日 宝立村  | 昭和15年8月15日 町制 宝立町    | 昭和29年7月15日 珠洲市             | 昭和29年7月15日 珠洲市        | 珠洲市                      | 珠洲市                            | 珠洲市        |
| 馬渡村     | 馬渡村                 | 黒峰村                     | 明治41年8月15日 宝立村  | 昭和15年8月15日 町制 宝立町    | 昭和29年7月15日 珠洲市             | 昭和29年7月15日 珠洲市        | 珠洲市                      | 珠洲市                            | 珠洲市        |
| 出田村     | 出田村                 | 東若山村                   | 明治41年8月15日 若山村  | 若山村                         | 昭和29年7月15日 珠洲市             | 昭和29年7月15日 珠洲市        | 珠洲市                      | 珠洲市                            | 珠洲市        |
| 広栗村     | 広栗村                 | 東若山村                   | 明治41年8月15日 若山村  | 若山村                         | 昭和29年7月15日 珠洲市             | 昭和29年7月15日 珠洲市        | 珠洲市                      | 珠洲市                            | 珠洲市        |
| 経念村     | 経念村                 | 東若山村                   | 明治41年8月15日 若山村  | 若山村                         | 昭和29年7月15日 珠洲市             | 昭和29年7月15日 珠洲市        | 珠洲市                      | 珠洲市                            | 珠洲市        |
| 鈴内村     | 鈴内村                 | 東若山村                   | 明治41年8月15日 若山村  | 若山村                         | 昭和29年7月15日 珠洲市             | 昭和29年7月15日 珠洲市        | 珠洲市                      | 珠洲市                            | 珠洲市        |
| 古蔵村     | 古蔵村                 | 東若山村                   | 明治41年8月15日 若山村  | 若山村                         | 昭和29年7月15日 珠洲市             | 昭和29年7月15日 珠洲市        | 珠洲市                      | 珠洲市                            | 珠洲市        |
| 中田村     | 中田村                 | 東若山村                   | 明治41年8月15日 若山村  | 若山村                         | 昭和29年7月15日 珠洲市             | 昭和29年7月15日 珠洲市        | 珠洲市                      | 珠洲市                            | 珠洲市        |
| 火宮村     | 火宮村                 | 東若山村                   | 明治41年8月15日 若山村  | 若山村                         | 昭和29年7月15日 珠洲市             | 昭和29年7月15日 珠洲市        | 珠洲市                      | 珠洲市                            | 珠洲市        |
| 延武村     | 延武村                 | 西若山村                   | 明治41年8月15日 若山村  | 若山村                         | 昭和29年7月15日 珠洲市             | 昭和29年7月15日 珠洲市        | 珠洲市                      | 珠洲市                            | 珠洲市        |
| 内山村     | 内山村                 | 西若山村                   | 明治41年8月15日 若山村  | 若山村                         | 昭和29年7月15日 珠洲市             | 昭和29年7月15日 珠洲市        | 珠洲市                      | 珠洲市                            | 珠洲市        |
| 国兼村     | 国兼村                 | 西若山村                   | 明治41年8月15日 若山村  | 若山村                         | 昭和29年7月15日 珠洲市             | 昭和29年7月15日 珠洲市        | 珠洲市                      | 珠洲市                            | 珠洲市        |
| 大坊村     | 大坊村                 | 西若山村                   | 明治41年8月15日 若山村  | 若山村                         | 昭和29年7月15日 珠洲市             | 昭和29年7月15日 珠洲市        | 珠洲市                      | 珠洲市                            | 珠洲市        |
| 中村       | 中村                   | 西若山村                   | 明治41年8月15日 若山村  | 若山村                         | 昭和29年7月15日 珠洲市             | 昭和29年7月15日 珠洲市        | 珠洲市                      | 珠洲市                            | 珠洲市        |
| 上正力村   | 上正力村               | 西若山村                   | 明治41年8月15日 若山村  | 若山村                         | 昭和29年7月15日 珠洲市             | 昭和29年7月15日 珠洲市        | 珠洲市                      | 珠洲市                            | 珠洲市        |
| 宗末村     | 宗末村                 | 西若山村                   | 明治41年8月15日 若山村  | 若山村                         | 昭和29年7月15日 珠洲市             | 昭和29年7月15日 珠洲市        | 珠洲市                      | 珠洲市                            | 珠洲市        |
| 二子村     | 二子村                 | 西若山村                   | 明治41年8月15日 若山村  | 若山村                         | 昭和29年7月15日 珠洲市             | 昭和29年7月15日 珠洲市        | 珠洲市                      | 珠洲市                            | 珠洲市        |
| 吉ヶ池村   | 吉ヶ池村               | 西若山村                   | 明治41年8月15日 若山村  | 若山村                         | 昭和29年7月15日 珠洲市             | 昭和29年7月15日 珠洲市        | 珠洲市                      | 珠洲市                            | 珠洲市        |
| 北山村     | 北山村                 | 西若山村                   | 明治41年8月15日 若山村  | 若山村                         | 昭和29年7月15日 珠洲市             | 昭和29年7月15日 珠洲市        | 珠洲市                      | 珠洲市                            | 珠洲市        |
| 黒丸村     | 明治11年 改称 上黒丸村 | 西若山村                   | 明治41年8月15日 若山村  | 若山村                         | 昭和29年7月15日 珠洲市             | 昭和29年7月15日 珠洲市        | 珠洲市                      | 珠洲市                            | 珠洲市        |
| 南山村     | 南山村                 | 西若山村                   | 明治41年8月15日 若山村  | 若山村                         | 昭和29年7月15日 珠洲市             | 昭和29年7月15日 珠洲市        | 珠洲市                      | 珠洲市                            | 珠洲市        |
| 白滝村     | 白滝村                 | 西若山村                   | 明治41年8月15日 若山村  | 若山村                         | 昭和29年7月15日 珠洲市             | 昭和29年7月15日 珠洲市        | 珠洲市                      | 珠洲市                            | 珠洲市        |
| 洲巻村     | 洲巻村                 | 西若山村                   | 明治41年8月15日 若山村  | 若山村                         | 昭和29年7月15日 珠洲市             | 昭和29年7月15日 珠洲市        | 珠洲市                      | 珠洲市                            | 珠洲市        |
| 上山村     | 上山村                 | 西若山村                   | 明治41年8月15日 若山村  | 若山村                         | 昭和29年7月15日 珠洲市             | 昭和29年7月15日 珠洲市        | 珠洲市                      | 珠洲市                            | 珠洲市        |
| 向村       | 向村                   | 西若山村                   | 明治41年8月15日 若山村  | 若山村                         | 昭和29年7月15日 珠洲市             | 昭和29年7月15日 珠洲市        | 珠洲市                      | 珠洲市                            | 珠洲市        |
| 寺家村     | 寺家村                 | 三崎村                     | 明治41年8月15日 三崎村  | 三崎村                         | 昭和29年7月15日 珠洲市             | 昭和29年7月15日 珠洲市        | 珠洲市                      | 珠洲市                            | 珠洲市        |
| 粟津村     | 粟津村                 | 三崎村                     | 明治41年8月15日 三崎村  | 三崎村                         | 昭和29年7月15日 珠洲市             | 昭和29年7月15日 珠洲市        | 珠洲市                      | 珠洲市                            | 珠洲市        |
| 大屋村     | 大屋村                 | 三崎村                     | 明治41年8月15日 三崎村  | 三崎村                         | 昭和29年7月15日 珠洲市             | 昭和29年7月15日 珠洲市        | 珠洲市                      | 珠洲市                            | 珠洲市        |
| 森腰村     | 森腰村                 | 三崎村                     | 明治41年8月15日 三崎村  | 三崎村                         | 昭和29年7月15日 珠洲市             | 昭和29年7月15日 珠洲市        | 珠洲市                      | 珠洲市                            | 珠洲市        |
| 引砂村     | 引砂村                 | 鉢崎村                     | 明治41年8月15日 三崎村  | 三崎村                         | 昭和29年7月15日 珠洲市             | 昭和29年7月15日 珠洲市        | 珠洲市                      | 珠洲市                            | 珠洲市        |
| 宇治村     | 宇治村                 | 鉢崎村                     | 明治41年8月15日 三崎村  | 三崎村                         | 昭和29年7月15日 珠洲市             | 昭和29年7月15日 珠洲市        | 珠洲市                      | 珠洲市                            | 珠洲市        |
| 杉山村     | 杉山村                 | 鉢崎村                     | 明治41年8月15日 三崎村  | 三崎村                         | 昭和29年7月15日 珠洲市             | 昭和29年7月15日 珠洲市        | 珠洲市                      | 珠洲市                            | 珠洲市        |
| 高波村     | 高波村                 | 鉢崎村                     | 明治41年8月15日 三崎村  | 三崎村                         | 昭和29年7月15日 珠洲市             | 昭和29年7月15日 珠洲市        | 珠洲市                      | 珠洲市                            | 珠洲市        |
| 雲津村     | 雲津村                 | 鉢崎村                     | 明治41年8月15日 三崎村  | 三崎村                         | 昭和29年7月15日 珠洲市             | 昭和29年7月15日 珠洲市        | 珠洲市                      | 珠洲市                            | 珠洲市        |
| 竹沢村     | 竹沢村                 | 鉢崎村                     | 明治41年8月15日 三崎村  | 三崎村                         | 昭和29年7月15日 珠洲市             | 昭和29年7月15日 珠洲市        | 珠洲市                      | 珠洲市                            | 珠洲市        |
| 小泊村     | 小泊村                 | 鉢崎村                     | 明治41年8月15日 三崎村  | 三崎村                         | 昭和29年7月15日 珠洲市             | 昭和29年7月15日 珠洲市        | 珠洲市                      | 珠洲市                            | 珠洲市        |
| 伏見村     | 伏見村                 | 鉢崎村                     | 明治41年8月15日 三崎村  | 三崎村                         | 昭和29年7月15日 珠洲市             | 昭和29年7月15日 珠洲市        | 珠洲市                      | 珠洲市                            | 珠洲市        |
| 細屋村     | 細屋村                 | 鉢崎村                     | 明治41年8月15日 三崎村  | 三崎村                         | 昭和29年7月15日 珠洲市             | 昭和29年7月15日 珠洲市        | 珠洲市                      | 珠洲市                            | 珠洲市        |
| 本村       | 本村                   | 鉢崎村                     | 明治41年8月15日 三崎村  | 三崎村                         | 昭和29年7月15日 珠洲市             | 昭和29年7月15日 珠洲市        | 珠洲市                      | 珠洲市                            | 珠洲市        |
| 小泊新村   | 小泊新村               | 鉢崎村                     | 明治41年8月15日 三崎村  | 三崎村                         | 昭和29年7月15日 珠洲市             | 昭和29年7月15日 珠洲市        | 珠洲市                      | 珠洲市                            | 珠洲市        |
| 折戸村     | 折戸村                 | 日置村                     | 明治40年10月15日 西海村 | 西海村                         | 昭和29年7月15日 珠洲市             | 昭和29年7月15日 珠洲市        | 珠洲市                      | 珠洲市                            | 珠洲市        |
| 狼煙村     | 狼煙村                 | 日置村                     | 明治40年10月15日 西海村 | 西海村                         | 昭和29年7月15日 珠洲市             | 昭和29年7月15日 珠洲市        | 珠洲市                      | 珠洲市                            | 珠洲市        |
| 狼煙新村   | 狼煙新村               | 日置村                     | 明治40年10月15日 西海村 | 西海村                         | 昭和29年7月15日 珠洲市             | 昭和29年7月15日 珠洲市        | 珠洲市                      | 珠洲市                            | 珠洲市        |
| 山中村     | 明治初年 改称 東山中村 | 日置村                     | 明治40年10月15日 西海村 | 西海村                         | 昭和29年7月15日 珠洲市             | 昭和29年7月15日 珠洲市        | 珠洲市                      | 珠洲市                            | 珠洲市        |
| 川浦村     | 川浦村                 | 日置村                     | 明治40年10月15日 西海村 | 西海村                         | 昭和29年7月15日 珠洲市             | 昭和29年7月15日 珠洲市        | 珠洲市                      | 珠洲市                            | 珠洲市        |
| 唐笠村     | 唐笠村                 | 日置村                     | 明治40年10月15日 西海村 | 西海村                         | 昭和29年7月15日 珠洲市             | 昭和29年7月15日 珠洲市        | 珠洲市                      | 珠洲市                            | 珠洲市        |
| 馬緤村     | 馬緤村                 | 大崎村                     | 明治40年10月15日 西海村 | 西海村                         | 昭和29年7月15日 珠洲市             | 昭和29年7月15日 珠洲市        | 珠洲市                      | 珠洲市                            | 珠洲市        |
| 高屋村     | 高屋村                 | 大崎村                     | 明治40年10月15日 西海村 | 西海村                         | 昭和29年7月15日 珠洲市             | 昭和29年7月15日 珠洲市        | 珠洲市                      | 珠洲市                            | 珠洲市        |
| 笹波村     | 笹波村                 | 大崎村                     | 明治40年10月15日 西海村 | 西海村                         | 昭和29年7月15日 珠洲市             | 昭和29年7月15日 珠洲市        | 珠洲市                      | 珠洲市                            | 珠洲市        |
| 大谷村     | 大谷村                 | 大谷村                     | 明治40年10月15日 西海村 | 西海村                         | 昭和29年7月15日 珠洲市             | 昭和29年7月15日 珠洲市        | 珠洲市                      | 珠洲市                            | 珠洲市        |
| 仁江村     | 仁江村                 | 大谷村                     | 明治40年10月15日 西海村 | 西海村                         | 昭和29年7月15日 珠洲市             | 昭和29年7月15日 珠洲市        | 珠洲市                      | 珠洲市                            | 珠洲市        |
| 真浦村     | 真浦村                 | 大谷村                     | 明治40年10月15日 西海村 | 西海村                         | 昭和29年7月15日 珠洲市             | 昭和29年7月15日 珠洲市        | 珠洲市                      | 珠洲市                            | 珠洲市        |
| 清水村     | 清水村                 | 大谷村                     | 明治40年10月15日 西海村 | 西海村                         | 昭和29年7月15日 珠洲市             | 昭和29年7月15日 珠洲市        | 珠洲市                      | 珠洲市                            | 珠洲市        |
| 片岩村     | 片岩村                 | 大谷村                     | 明治40年10月15日 西海村 | 西海村                         | 昭和29年7月15日 珠洲市             | 昭和29年7月15日 珠洲市        | 珠洲市                      | 珠洲市                            | 珠洲市        |
| 長橋村     | 長橋村                 | 大谷村                     | 明治40年10月15日 西海村 | 西海村                         | 昭和29年7月15日 珠洲市             | 昭和29年7月15日 珠洲市        | 珠洲市                      | 珠洲市                            | 珠洲市        |

## 行政
| 歴代郡長   | 歴代郡長   | 歴代郡長                   | 歴代郡長                   | 歴代郡長               | 歴代郡長         | 歴代郡長   |
| 代         | 氏名       | 就任                       | 退任                       | 前職                   | 後職             | 備考       |
| ---------- | ---------- | -------------------------- | -------------------------- | ---------------------- | ---------------- | ---------- |
| 1          | 崎田政達   | 不詳                       | 不詳                       | 石川県第六大区長       | 不詳             | 兼鳳至郡長 |
| 2          | 加藤鏆二   | 1879年（明治12年）11月27日 | 1881年（明治14年）5月30日  | 石川県六等属           | 鹿島郡長         | 兼鳳至郡長 |
|            | 国枝逸蠖   | 1881年（明治14年）6月3日   | 1881年（明治14年）10月8日  | 鳳至郡書記             | 解職             | 郡長心得   |
| 3          | 勝木菊正   | 1881年（明治14年）10月8日  | 1883年（明治16年）9月22日  | 石川県六等属           | 依願免本官       | 兼鳳至郡長 |
| 4          | 国枝逸蠖   | 1883年（明治16年）9月22日  | 1884年（明治17年）1月17日  | 石川県七等属           | 珠洲郡長         | 兼鳳至郡長 |
| 4          | 国枝逸蠖   | 1884年（明治17年）1月17日  | 1893年（明治26年）1月23日  | 鳳至・珠洲郡長         | 石川郡長         |            |
| 5          | 半井栄     | 1893年（明治26年）1月23日  | 1893年（明治26年）12月2日  | 石川県属               | 非職             |            |
| 6          | 野崎近彝   | 1893年（明治26年）12月2日  | 1896年（明治29年）10月2日  | 石川県属               | 非職             |            |
| 7          | 岩田寛忠   | 1896年（明治29年）10月2日  | 1897年（明治30年）4月30日  | 石川県属               | 河北郡長         |            |
| 8          | 中川長吉   | 1897年（明治30年）5月10日  | 1897年（明治30年）11月29日 | 石川県属               | 非職             |            |
| 9          | 村尾震三郎 | 1897年（明治30年）11月29日 | 1900年（明治33年）10月2日  | 大蔵属                 | 河北郡長         |            |
| 10         | 柴田是     | 1900年（明治33年）10月2日  | 1903年（明治36年）3月31日  | 河北郡長               | 石川郡長         |            |
| 11         | 大津辰三郎 | 1903年（明治36年）3月31日  | 1904年（明治37年）7月26日  | 石川県警部             | 羽咋郡長         |            |
| 12         | 植田行忠   | 1904年（明治37年）7月26日  | 1907年（明治40年）4月12日  | 石川県警視             | 鳳至郡長         |            |
| 13         | 吉田直矩   | 1907年（明治40年）4月12日  | 1909年（明治42年）8月16日  | 石川県属               | 鳳至郡長         |            |
| 14         | 河崎宇吉郎 | 1909年（明治42年）8月16日  | 1913年（大正2年）4月19日   | 石川県属               | 河北郡長         |            |
| 15         | 一瀬勝三郎 | 1913年（大正2年）4月19日   | 1913年（大正2年）6月20日   | 石川県警視             | 長崎県警視       |            |
| 16         | 磯野淳太郎 | 1913年（大正2年）6月20日   | 1914年（大正3年）8月21日   | 石川県属               | 依願免本官       |            |
| 17         | 高橋秀     | 1914年（大正3年）8月21日   | 1917年（大正6年）6月26日   | 石川県警部             | 鳳至郡長         |            |
| 18         | 高松丈五郎 | 1917年（大正6年）6月26日   | 1920年（大正9年）3月25日   | 河北郡長               | 休職             |            |
| 19         | 毎田周治郎 | 1920年（大正9年）3月25日   | 1922年（大正11年）5月9日   | 石川県視学兼石川県属   | 鳳至郡長         |            |
| 20         | 秋山宗俊   | 1922年（大正11年）5月9日   | 1923年（大正12年）12月27日 | 石川県警部警務課長     | 休職             |            |
| 21         | 鈴木嘉久雄 | 1923年（大正12年）12月27日 | 1926年（大正15年）7月1日   | 石川県属               | 石川県地方事務官 |            |
| 歴代支庁長 |            |                            |                            |                        |                  |            |
| 1          | 小石喜代造 | 1926年（大正15年）7月1日   | 1929年（昭和4年）8月15日   | 鳳至郡長               | 休職             |            |
| 2          | 岡本敬一   | 1929年（昭和4年）8月15日   | 1931年（昭和6年）1月30日   | 石川県地方事務官       | 依願免本官       |            |
| 3          | 松橋宗次郎 | 1931年（昭和6年）1月30日   | 1932年（昭和7年）3月31日   | 石川県警部七尾警察署長 | 依願免本官       |            |